# Орановский, Николай Алоизиевич
Николай Алоизиевич Орановский (21 ноября 1869 — 19 февраля 1935, Монте-Карло) — русский генерал-лейтенант. Дворянин.

## Биография
Родился в 1869 году. Из дворян Орловской губернии. Сын генерал-лейтенанта Алоизия Казимировича Орановского (1828—1886), младший брат генерала от кавалерии В. А. Орановского (1866—1917).
- 10 октября 1884 — Поступил в Пажеский корпус.
- 1886 — Окончил Пажеский корпус, выпущен подпоручиком в 19-ю конно-артиллерийскую батарею с прикомандированием к гвардейской конно-артиллерийской бригаде.
- 6 августа 1887 — Подпоручик гвардии.
- 30 августа 1890 — Поручик.
- 2 мая 1894 — 7 июля 1898 — В распоряжении заведующего обучением Персидской кавалерии.
- 13 апреля 1897 — Штабс-капитан.
- 5 апреля 1898 — Капитан
- 10 июля 1901 — Командир батареи.
- 6 декабря 1901 — Полковник. Командир 4-й батареи гвардейской конно-артиллерийской бригады.
- Окончил Офицерскую артиллерийскую школу «успешно».
- 24 мая 1905 — Командир 10-го конно-артиллерийского дивизиона. Участвовал в русско-японской войне.
- 3 июля 1907 — Командир 1-го дивизиона гвардейской конно-артиллерийской бригады.
- 1907 — Генерал-майор за отличие.
- 21 ноября 1907 — Командир 35-й артиллерийской бригады.
- 23 ноября 1908 — Командир 3-й артиллерийской бригады.
- 24 января 1909 — Командир лейб-гвардии Конной артиллерии.
- 1913 — Зачислен в Свиту Его Величества.
- 25 марта 1914 — Начальник 1-й отдельной кавалерийской бригады.
- Участник Первой мировой войны. Руководил бригадой на начальном этапе Восточно-Прусской операции[1]. 10 августа 1914 — Отстранен от должности распоряжением командующего 1-й армией генерала Ренненкампфа после боя при Гумбинене с допущением к временному командованию 1-й бригадой 2-й кавалерийской дивизии.
- 11 октября 1914 — Командир 1-й бригады 2-й кавалерийской дивизии.
- 24 октября 1915 — Инспектор артиллерии XXXVII армейского корпуса.
- 14 марта 1916 — Инспектор артиллерии XIII армейского корпуса.
- 10 апреля 1916 — Генерал-лейтенант.
- 19 апреля 1917 — Инспектор артиллерии 5-й армии.
- После октября 1917 эмигрировал во Францию. Умер в Монте-Карло.

## Отличия
- Орден Святой Анны III степени (1901)
- Орден Святого Станислава 2-й ст. (1904)
- Золотое оружие (ВП 14.03.1906)
- Орден Святого Владимира IV степени с мечами и бантом (1907)
- Орден Святого Владимира III степени (1911)